# جرج کارمن
جرج کارمن (انگلیسی: George Carman؛ ‏ ۶ اکتبر ۱۹۲۹ – ۲ ژانویهٔ ۲۰۰۱) وکیل دادگستری مشهور اهل بریتانیا بود. وی در سال ۱۹۷۹ توانست با موفقیت از جرمی تروپ رهبر حزب لیبرال بریتانیا که متهم به توطئه برای قتل بود، دفاع کند. وی هشت سال قبل به عنوان «مشاور حقوقی ملکه» (QC) انتخاب شده بود.